# Ljukovo
Ljukovo (cyr. Љуково) – wieś w Serbii, w Wojwodinie, w okręgu sremskim, w gminie Inđija. W 2011 roku liczyła 1525 mieszkańców.